# FIVB 남자 배구 월드컵
FIVB 남자 배구 월드컵(영어: FIVB Volleyball Men's World Cup)은 배구 종목을 총괄하는 국제기구인 국제 배구 연맹(FIVB)이 주관하는 국제 배구 대회이다. 대회는 1965년에 창설되었으며, FIVB 가맹국의 성인 남자 국가대표팀이 참여한다. 대회 초창기에는 올림픽 배구 이듬해에 열렸지만, 1991년 이래 올림픽 배구 이전 해에 4년을 주기로 열리고 있다. 현재 우승국은 2015년 월드컵에서 우승한 미국이다.
현행 대회 방식 하에서 일본에서 고정적으로 대회가 개최된다. 따라서 개최국 자격으로 출전권을 얻는 일본을 포함하여 총 12개국이 월드컵에 참가한다. 12개국은 2주가량 대회를 치르며, 월드컵 우승국과 준우승국은 올림픽 배구 출전권을 획득한다.
현재까지 총 13번의 월드컵이 열리는 동안 6개국이 우승을 차지하였다. 최다 우승국으로는 소련 국가대표팀의 기록을 승계하는 러시아가 6번 우승컵을 들어올렸다. 러시아의 뒤를 이어 브라질과 미국이 각각 2번씩 대권을 들어올렸다. 쿠바, 이탈리아 그리고 동독 대표팀의 기록을 승계하는 독일은 각자 총 1번 월드컵에서 우승하였다.
차기 월드컵은 2019년에 열리며, 일본에서 개최된다. 동일한 성격의 여자부 대회로는 FIVB 여자 배구 월드컵이 있다.

## 역대 대회 결과
| 1965년 | 폴란드 | 소련     | 라운드 로빈 | 폴란드   | 체코슬로바키아      | 라운드 로빈 | 일본     | 11 |
| 1969년 | 동독   | 동독     | 라운드 로빈 | 일본     | 소련                | 라운드 로빈 | 불가리아 | 12 |
| 1977년 | 일본   | 소련     | 라운드 로빈 | 일본     | 쿠바                | 라운드 로빈 | 폴란드   | 12 |
| 1981년 | 일본   | 소련     | 라운드 로빈 | 쿠바     | 브라질              | 라운드 로빈 | 폴란드   | 8  |
| 1985년 | 일본   | 미국     | 라운드 로빈 | 소련     | 체코슬로바키아      | 라운드 로빈 | 브라질   | 8  |
| 1989년 | 일본   | 쿠바     | 라운드 로빈 | 이탈리아 | 소련                | 라운드 로빈 | 미국     | 8  |
| 1991년 | 일본   | 소련     | 라운드 로빈 | 쿠바     | 미국                | 라운드 로빈 | 일본     | 12 |
| 1995년 | 일본   | 이탈리아 | 라운드 로빈 | 네덜란드 | 브라질              | 라운드 로빈 | 미국     | 12 |
| 1999년 | 일본   | 러시아   | 라운드 로빈 | 쿠바     | 이탈리아            | 라운드 로빈 | 미국     | 12 |
| 2003년 | 일본   | 브라질   | 라운드 로빈 | 이탈리아 | 세르비아 몬테네그로 | 라운드 로빈 | 미국     | 12 |
| 2007년 | 일본   | 브라질   | 라운드 로빈 | 러시아   | 불가리아            | 라운드 로빈 | 미국     | 12 |
| 2011년 | 일본   | 러시아   | 라운드 로빈 | 폴란드   | 브라질              | 라운드 로빈 | 이탈리아 | 12 |
| 2015년 | 일본   | 미국     | 라운드 로빈 | 이탈리아 | 폴란드              | 라운드 로빈 | 러시아   | 12 |
| 2019년 | 일본   |          | 라운드 로빈 |          |                     | 라운드 로빈 |          | 12 |

## 기록과 통계
※ 전임국의 기록을 승계하는 것과 관련하여 국제 배구 연맹(FIVB)은 다음의 기록승계를 인정하고 있다.
1.  러시아는  소련의 기록을 승계한다.
2.  체코는  체코슬로바키아의 기록을 승계한다.
3.  독일은  동독의 기록을 승계한다.
4.  세르비아는  유고슬라비아 및  세르비아 몬테네그로의 기록을 승계한다.

### 국가별 우승 횟수
| 우승국   | 우승 횟수 |
| -------- | --------- |
| 러시아   | 6회       |
| 브라질   | 2회       |
| 미국     | 2회       |
| 쿠바     | 1회       |
| 이탈리아 | 1회       |
| 독일     | 1회       |

### 국가별 메달 집계
| 순위 | 국가     | 금메달 | 은메달 | 동메달 | 합계 |
| ---- | -------- | ------ | ------ | ------ | ---- |
| 1    | 러시아   | 6      | 2      | 2      | 10   |
| 2    | 브라질   | 2      | 0      | 3      | 5    |
| 3    | 미국     | 2      | 0      | 1      | 3    |
| 4    | 쿠바     | 1      | 3      | 1      | 5    |
| 4    | 이탈리아 | 1      | 3      | 1      | 5    |
| 6    | 독일     | 1      | 0      | 0      | 1    |
| 7    | 폴란드   | 0      | 2      | 1      | 3    |
| 8    | 일본     | 0      | 2      | 0      | 2    |
| 9    | 네덜란드 | 0      | 1      | 0      | 1    |
| 10   | 체코     | 0      | 0      | 2      | 2    |
| 11   | 불가리아 | 0      | 0      | 1      | 1    |
| 11   | 세르비아 | 0      | 0      | 1      | 1    |
| 합계 | 합계     | 13     | 13     | 13     | 39   |

## 같이 보기
- 올림픽 배구
- FIVB 여자 배구 월드컵
- FIVB 세계 남자 배구 선수권 대회
- FIVB 월드그랜드챔피언스컵
- FIVB 배구 월드리그